# NK Croatia Oslo
NK Croatia Oslo je nogometni klub hrvatske iseljeničke zajednice u Norveškoj, osnovan 1973. i najstarije je organizirano hrvatsko društvo u Norveškoj. Klupske boje su crvena, bijela i plava. 

## Povijest
Od 1975. redoviti je sudionik turnira hrvatskih klubova u Skandinaviji, koji se održavao svake godine na blagdan Duhova. Turnir se sedamdesetih i osamdesetih godina prošlog stoljeća naizmjenično održavao u Göteborgu i Malmöu u Švedskoj, s tim da je "Croatia" dva puta (1985. i 1989.) bila domaćin i organizator u Oslu. Iako je klub od samih početaka na turnirima hrvatskih klubova nastupao pod imenom "Croatia", u norveškom je prvenstvu tijekom 70-ih godina bio registriran i nastupao pod imenom "Oslo katolsk ungdomslag" (Katolička mladež Osla), ali s hrvatskim grbom na dresovima. 
Prvi predsjednik kluba bio je Vinko Marić koji je uz pomoć trenera, Norvežanina Tore Bognara, najzaslužniji za rad i opstanak kluba u prvim godinama. Tajnik kluba u to vrijeme bio je Dominik Bunoza, a prve dresove Croatie iz Osla nosili su: Slavko Benasić, Nikola Beš, Mile Brkljačić, Šime Grubišić, Ante Jurković, Ivan Keser, Bariša Kešina, Jure Markota, Jole Milinković, Pero Ostrun, Ivan Poljac, Franjo Sertić, Petar Suton, Ivan Turkalj i Nikola Vučić.
Čin osnivanja kluba u malobrojnoj hrvatskoj zajednici u Oslu još je značajniji kada se uzme u obzir da su predstavnici jugoslavenske diplomacije u to vrijeme izlagali pritiscima, često i otvorenim prijetnjama, sve one koji su se izjašnjavali kao Hrvati i koji su promicali hrvatske nacionalne interese. Osnivanjem kluba, grupa hrvatskih domoljuba tada je i na ovaj način istaknula svoju političku pripadnost. Oni nisu podlegli pritisku i prijetnjama jugo-diplomata da skinu hrvatski grb s dresova, i klubu su se veoma brzo zbog njihova odlučna i hrabra držanja priključili mnogi domoljubi iz malobrojne zajednice. Kako je u to vrijeme teško bilo biti Hrvat u Norveškoj i u kakvom se tada okruženju radilo i djelovalo, govori i činjenica kako je trebalo proći punih deset godina od utemeljenja kluba pa do podnošenja zahtjeva Športskom savezu Osla za službenom registracijom kluba pod imenom "Croatia".
Kako je hrvatska zajednica u Oslu, i uopće u Norveškoj bila malobrojna, klub je neko vrijeme (početkom 80-ih godina) postojao samo na papiru, što je prisililo grupu Hrvata na saziv Skupštine kluba, 26. listopada 1984., na kojoj je odlučeno da se nastavi djelovanje i ligaško natjecanje. Zaključeno je da se od norveških vlasti energično zahtijeva da se klubu odobri nastup u norveškoj ligi pod imenom "Croatia" - čemu je nakon dugotrajne borbe s birokracijom i udovoljeno, i to od strane Norveškog športskog saveza (Norges Idrettsforbund). Najzaslužniji za službenu registraciju tog imena bio je klupski aktivist Ivan Poljac, koji je uz ostale funkcije u hrvatskoj zajednici bio i predsjednik kluba od 1984. do 1992. godine.
Uz već spomenute pojedince svakako treba istaknuti još neke koji su najzaslužniji za rad i opstanak kluba: dugogodišnjeg tajnika kluba iz osamdesetih godina Ivana Sekulića, dugogodišnje članove uprave Petra Sutona, Milana Kutrovca te predsjednika "Croatije" Branimira Poljca. Gledajući danas sve skupa s povijesne distance, slobodno se može reći da je Croatia Oslo bila jedna vrst gnijezda iz kojeg je nastala današnja nacionalna udruga, Hrvatska zajednica u Norveškoj.